# Ilija Stolica
Ilija Stolica (Servisch: Илија Столица) (Zemun, 7 juli 1978) is een Servische voetbaltrainer en voormalig voetballer. Hij is momenteel trainer van Olimpija Ljubljana.

## Biografie

### Spelerscarrière
Stolica doorliep de jeugdafdelingen van FK Zemun, waar hij zijn eerste wedstrijden op het hoogste niveau speelde. Na zijn eerste seizoen, waarin hij in 24 wedstrijden 6 keer scoorde, trok de Spaanse tweedeklasser UE Lleida hem in 1998 aan. Na twee seizoenen in Spanje haalde Partizan Belgrado hem terug naar Servië, maar daar kwam hij niet veel aan spelen toe. Hij keerde in 2001 terug naar FK Zemun, waar hij opnieuw vlot de weg naar doel vond. Het leverde hem een nieuwe transfer naar het buitenland op, ditmaal naar het Oekraïense Metallurg Donetsk. Ondanks zijn 10 goals uit 20 wedstrijden, werd Stolica verhuurd aan OFK Beograd.
Uiteindelijk maakte hij in de zomer van 2005 de overstap naar de Belgische Jupiler League, waar hij een contract tot en met 2007 (plus een optie voor een extra jaar) tekende bij Sint-Truiden. Hij maakte in het seizoen 2005/2006 een veelbelovende start. Hij moest het echter vaak alleen in de spits opnemen en kende na de winterstop een terugval. Stolica eindigde dat seizoen toch nog als clubtopscorer met negen doelpunten en gaf vier assists. In januari 2007 ruilde hij STVV in voor RAEC Mons, waar hij twee jaar zou spelen.
In januari 2009 verliet Stolica de Belgische competitie voor OFI Kreta. Hij sloot zijn spelerscarrière af in de Verenigde Staten, waar hij speelde voor New England Revolution en FC New York.

### Trainerscarrière
Stolica begon zijn trainerscarrière bij de Servische U16, waar hij assistent werd. Nadat hij dezelfde functie vervulde bij Partizan Belgrado, keerde hij terug naar de Servische U16 als hoofdtrainer. Stolica schoof vervolgens door naar de U17. In 2016 ging Stolica voor het eerst aan de slag als hoofdtrainer van een club, met name FK Voždovac. Hij leidde de club naar een zevende plaats in de Superliga. Na één seizoen stapte hij over naar FK Vojvodina, waarmee hij achtste eindigde in dezelfde competitie. In de zomer van 2018 plukte de Sloveense topclub Olimpija Ljubljana hem weg uit Vojvodina.